# 熊本県道178号小国停車場線
熊本県道178号小国停車場線（くまもとけんどう178ごう おぐにていしゃじょうせん）は、熊本県阿蘇郡小国町を通る一般県道である。

## 概要
阿蘇郡小国町大字宮原の旧国鉄宮原線肥後小国駅（1984年（昭和59年）廃止、跡地には現在道の駅小国がある）と国道212号を結んでいる。

### 路線データ
- 起点：熊本県阿蘇郡小国町大字宮原（国道387号交点）
- 終点：熊本県阿蘇郡小国町大字宮原（国道212号交点）

## 地理

### 通過する自治体
- 阿蘇郡小国町

### 交差する道路
| 交差する道路             | 交差する場所 | 交差する場所 |
| ------------------------ | ------------ | ------------ |
| 国道387号 国道442号 重複 | 大字宮原     | 起点         |
| 国道387号 国道442号 重複 | 大字宮原     |              |
| 国道212号                | 大字宮原     | 終点         |

### 沿線
- 旧国鉄宮原線 肥後小国駅跡
  - 道の駅小国（小国ゆうステーション）
- 小国公立病院
- 小国町役場